# 721 Tabora
721 Tabora је астероид. Приближан пречник астероида је 76,07 ,
а средња удаљеност астероида од Сунца износи 3,553 астрономских јединица (АЈ).
Инклинација (нагиб) орбите у односу на раван еклиптике је 8,347 степени, а орбитални период износи 2446,858 дана (6,699 година). Ексцентрицитет орбите астероида износи 0,109.
Апсолутна магнитуда астероида износи 9,26 а геометријски албедо 0,060.
Астероид је откривен 18. октобра 1911. године.